# Philipp Hainhofer

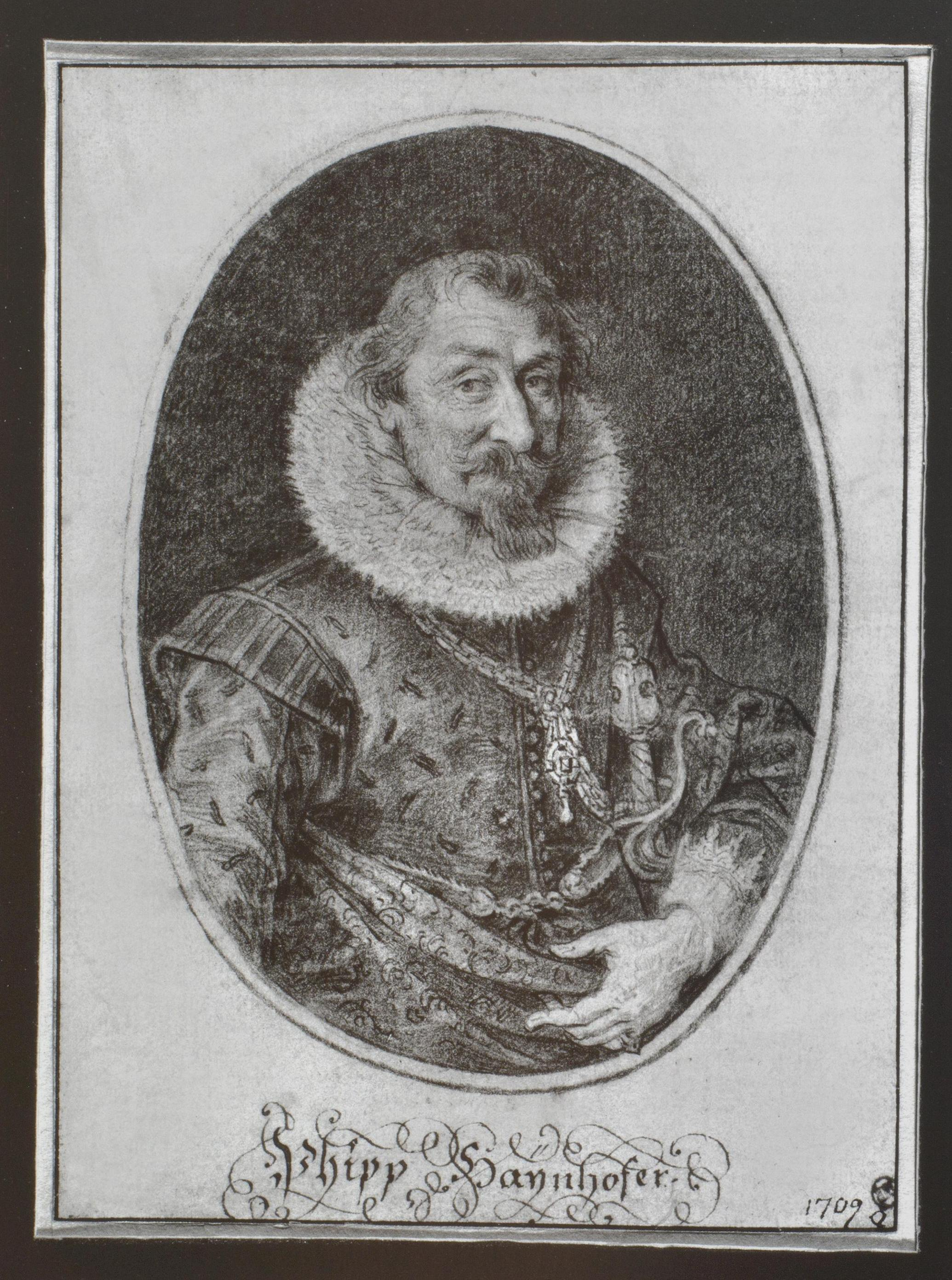
Philipp Hainhofer, Zeichnung von Lucas Kilian, 1623

Philipp Hainhofer (* 21. Juli 1578 in Augsburg; † 23. Juli 1647 ebenda) war ein deutscher Kaufmann, Kunstagent, Nachrichtenkorrespondent und Diplomat. Aufgrund seiner weit gefächerten Tätigkeit gehört er zu den schillerndsten Figuren im Augsburg des 17. Jahrhunderts und genießt heute unter Kunst- und Kulturhistorikern einige Bekanntheit.

## Leben

### Familie

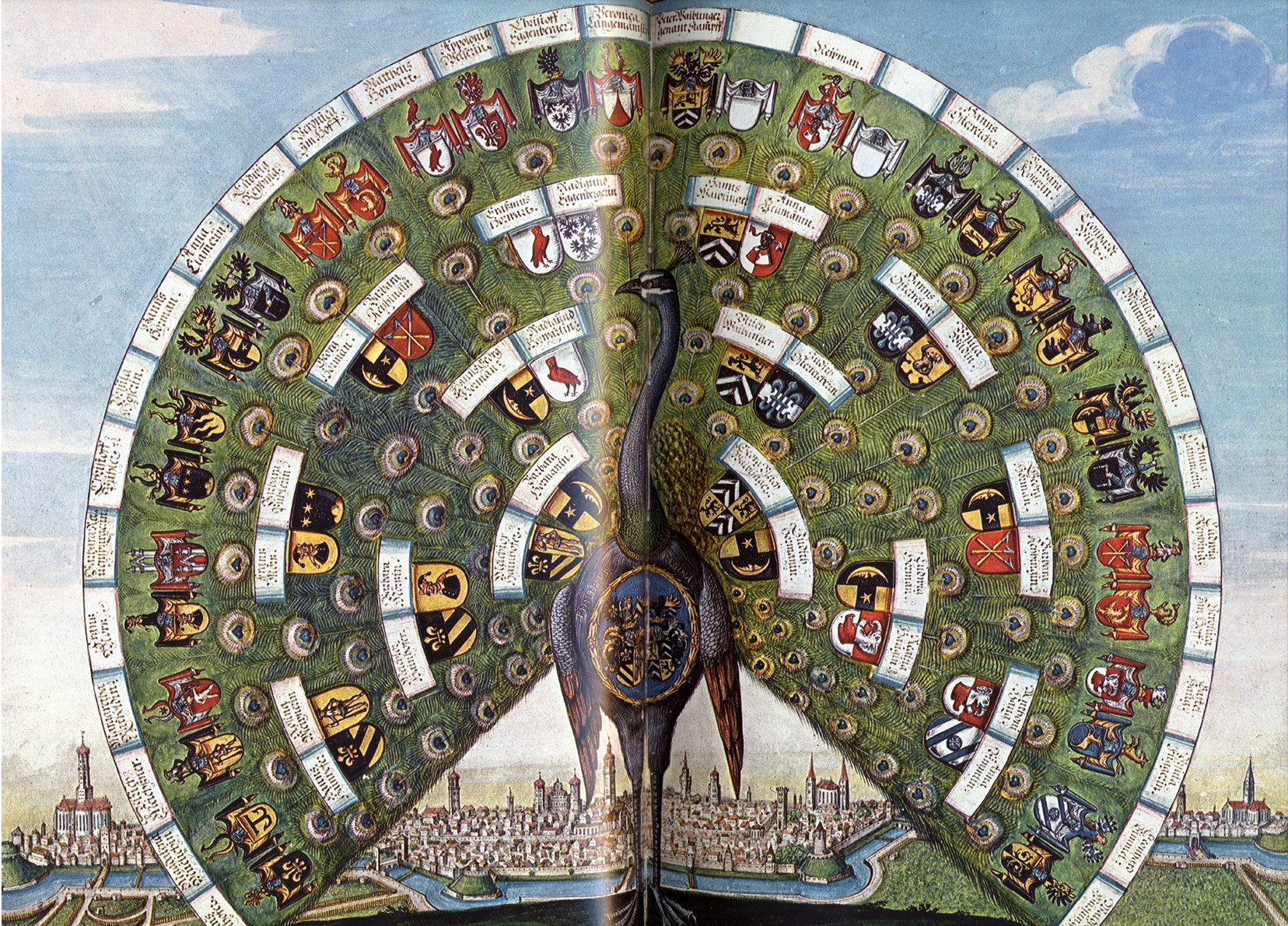
Ahnentafel Philipp Hainhofers

Die Familie Hainhofer ist seit 1370 in Augsburg nachweisbar. Ihre Mitglieder waren traditionellerweise im Handel mit Textilien tätig. Philipp Hainhofers Großvater Melchior Hainhofer (1500–1577) schaffte den Aufstieg vom einfachen Händler im Textilsektor zum Kaufmann mit Vermögen und Ansehen. Auch durch geschickte Heiratsverbindungen mit den angesehensten Augsburger Geschlechtern konnte die Familie Hainhofer ihren sozialen Aufstieg konsolidieren. Bereits 1544 erhielt der erwähnte Melchior von Kaiser Karl V. einen Wappenbrief, 1578 wurde sein Sohn, Philipps Vater, von Kaiser Rudolf II. in den rittermäßigen Adelsstand mit Wappenmehrung erhoben. Die Aufnahme der Familie ins Augsburger Stadtpatriziat hingegen erfolgte erst 1632, unter Philipp Hainhofers Ägide.

### Kindheit und Jugend
Philipp Hainhofer wurde am 21. Juli 1578 als elftes von fünfzehn Kindern des Melchior Hainhofer (1539–1583) und der Barbara Hörmann von und zu Gutenberg geboren. Nach dem frühen Tod des Vaters zog die Mutter irgendwann zwischen 1583 und 1586 mit ihren Kindern mit Ausnahme des ältesten Sohns Christoph nach Ulm. Im Allgemeinen wird dieser Umzug mit dem in Augsburg besonders heftig ausgetragenen Kalenderstreit in Verbindung gebracht, wobei sich jedoch die genaueren Umstände und zeitlichen Abfolgen als unklar erwiesen haben. Philipp Hainhofer kehrte jedenfalls erst um 1593/94 nach Augsburg zurück, jedoch nur, um kurze Zeit später mit seinem jüngeren Bruder Hieronymus sowie dem als Präzeptor angestellten Dr. Hieronymus Bechler zu einer ausgedehnten Bildungsreise aufzubrechen.
Die Reise führte von Augsburg zunächst nach Padua, wo die Brüder Hainhofer zwei Jahre den Studien an der dortigen berühmten Universität widmeten, dann weiter nach Siena, wo noch einmal einige Monate für das Universitätsstudium aufgewendet werden. Dazwischen und auch auf dem Heimweg wurden immer wieder längere Abstecher gemacht, um die Sehenswürdigkeiten und Kulturschätze der weiteren Gegend kennenzulernen, so unter anderem nach Rom und nach Neapel.
Im Herbst 1596 langten die Brüder Hainhofer wieder im heimatlichen Augsburg an. Dort trennten sich ihre Wege, Philipp Hainhofer reiste bereits einen Monat später wieder ab, diesmal nach Köln, um dort seine Studien fortzusetzen. Sein Lernziel war es, nach der italienischen nun auch die französische Sprache zu erlernen. Doch da sein Lehrer, bei dem er auch Wohnung nahm, ursprünglich aus Brabant stammte, hatte er Gelegenheit, außerdem auch Flämisch zu lernen. 1597 zwang eine in Köln grassierende Pestepidemie den gesamten Haushalt des Lehrers samt Studenten, die Stadt zu verlassen und nach Amsterdam zu fliehen. Auch hier betrieb Hainhofer seine Studien und bereiste das Umland der Stadt. Im Herbst 1598 machte er sich endgültig auf den Heimweg nach Augsburg, allerdings nicht ohne die Reise wiederum für zahlreiche Besichtigungen und Abstecher zu nutzen.
Hainhofers Bildung und Ausbildung basiert also auf einer Kombination von Reisen und Universitätsbesuchen, wie sie damals für Söhne des Adels und von reichen Kaufmannsfamilien üblich war. Ihr Ziel war nicht Gelehrsamkeit im abstrakten Sinne, vielmehr sollten in einem strategischen Ausbildungsprogramm diejenigen Fähigkeiten erworben werden, die dem jungen Hainhofer im Umgang mit seiner zukünftigen gehobenen Kundschaft im Kaufmannsbetrieb der Familie nützlich sein sollten. Dazu gehörten sowohl Sprachen und Mathematik als auch Rechtswissenschaft und humanistisches Kulturgut sowie eine durch das viele Reisen unweigerlich gebildete Weltläufigkeit und Gewandtheit im allgemeinen Sinn.

### Geschäfte und Soziales
Nach der Rückkehr von seinen Studienreisen im Herbst 1598 ließ sich Hainhofer in Augsburg nieder und verließ die Stadt abgesehen von kürzeren Geschäfts- und Badereisen nicht mehr. Vermutlich arbeitete er zunächst in der Schreibstube des Familienunternehmens. Nach dem Tod der Mutter 1604 begann er mit Versuchen, ein eigenes Geschäft aufzubauen, indem er Werbebriefe im eigenen Namen versandte und Waren auf eigene Rechnung herstellen oder importieren ließ. Parallel dazu arbeitete er zuweilen in fremden Diensten, beispielsweise für Christoph Fugger. Grund für diese Schritte waren wohl Differenzen zwischen den verschiedenen Teilhabern des Familienunternehmens Hainhofer. Um 1610/11 hatte sich der Zusammenhalt zwischen den Teilhabern so weit gelockert, dass das Unternehmen nur noch nominell bestand und eine völlige Auflösung ins Auge gefasst wurde.
Am 29. Oktober 1601 heiratete Hainhofer Regina Waiblinger, eine Cousine mütterlicherseits aus bester Familie. Diese Eheschließung war für den jungen Geschäftsmann in ökonomischer Hinsicht überaus vorteilhaft, konnte er – selbst bereits wohlhabend – sein Vermögen durch die Mitgift seiner Braut doch beträchtlich vermehren. Der Ehe entsprangen 1604, 1606 und 1608 die Töchter Barbara, Judith und Regina, 1612 folgte ein Sohn, Philipp, der jedoch schon 1617 an Kindsblattern starb. 1614 wurde Georg Ulrich geboren, der einzige Sohn Hainhofers, der bis ins Erwachsenenalter überlebte. Zwei weitere Töchter, Augusta und Sophia, folgten 1616 und 1618. Außer Judith überlebten alle Kinder ihren Vater, und außer Sophia und Georg Ulrich wurden alle ordentlich verheiratet.
Neben seiner beruflichen Tätigkeit als Kaufmann und bald auch als Dienstleister für gehobene Klientschaft im weiteren Sinn (vgl. Tätigkeitsfelder) betätigte sich Hainhofer auch in der Stadtpolitik Augsburgs. Im Laufe seines Lebens bekleidete er verschiedene städtische Ämter: 1605 wurde er in den Großen Rat gewählt, 1614 an den Strafsitz berufen, 1628 zum Zechpfleger von St. Anna bestellt, 1629 zum Assessor beim Stadtgericht gewählt.

### Kriegsjahre
Ein bedeutender Teil von Hainhofers Erwachsenenleben wurde vom Dreißigjährigen Krieg überschattet. Zwar blieb er von den Seuchenzügen verschont, die in Kriegszeiten immer wieder verheerend wirkten. Doch verursachte der Krieg beträchtliche wirtschaftliche Schwierigkeiten. Hainhofer war als Geldgeber an Kreditgeschäften mit der öffentlichen Hand beteiligt, die jedoch durch Krieg und Inflation zahlungsunfähig wurde und die Gläubiger nicht mehr befriedigen konnte. Durch die Inflation verloren auch noch ausstehende Schulden von Klienten bei Hainhofer beträchtlich an Wert. Abgesehen von diesen Verlusten, die natürlich auf Hainhofers Kosten gingen, nahm zudem die Zahlungsbereitschaft der meisten Kunden überhaupt ab. Da Hainhofer viele seiner Lieferungen aus der eigenen Kasse vorfinanzierte, führte dies dazu, dass der eigentlich überaus wohlhabende Hainhofer hohe Schulden machen musste, die er zeit seines Lebens nicht mehr vollständig abbauen konnte.
Ab 1629 verlor Hainhofer, der protestantischer Konfession war, im Zuge der Restitution alle seine öffentlichen Ämter. Durch die Schikanen der zur alleinigen Macht gekommenen Katholischen sowie durch die durch Kontributionen, Seuchen und Inflation verursachte Schwächung der Gesamtökonomie ging er in den folgenden Jahren eines Großteils seines Vermögens verlustig, nachdem er dieses trotz wirtschaftlicher Schwierigkeiten in den ersten Kriegsjahren sogar noch hatte vermehren können. Hainhofer versuchte in dieser Zeit, seinen verbliebenen Einfluss in der Stadt zu nützen, um bedrängten protestantischen Mitbürgern beizustehen, musste sich allerdings in Acht nehmen, nicht selbst als Katholikenfeind in Verdacht zu geraten. In der Tat wird im Frühling 1632 ein als Obrigkeitsbeleidigung aufgefasstes Schreiben Hainhofers von der Zensur abgefangen, dieser daraufhin unter Hausarrest gestellt und zur Aufnahme einer Reiterkompanie in sein Haus sowie zur Zahlung einer hohen Geldstrafe verurteilt. Nur durch seine Gewandtheit im Umgang mit Menschen, in diesem Fall durch geschickte Schmeichelei der zuständigen Offiziere gelang es Hainhofer nach einiger Zeit, die Beschränkungen gegen ihn abzuwenden und das Bußgeld auf die halbe Höhe zu drücken.
Als sich im April 1632 schwedische Truppen der Stadt Augsburg bedrohlich näherten, wurde Hainhofer von den Stadtpflegern mit der Organisation einer Zusammenkunft der Augsburger Protestanten betraut, um deren Haltung zu einer allfälligen Übergabe der Stadt an die Schweden zu ermitteln. Dies belegt seine prominente Stellung innerhalb der (protestantischen) Augsburger Bürgerschaft. Nach dem Einzug der Schweden in Augsburg wendete sich das Blatt wieder zugunsten von Hainhofer, er wurde zu einem wichtigen und vielbeschäftigten Mann, der vom schwedischen König Gustav Adolf mit Ehrenbezeugungen überhäuft wurde. So gehörte die Familie Hainhofer zu den dreizehn protestantischen Augsburger Familien, die von Gustav Adolf ins Patriziat erhoben wurden. Daraufhin konnte Hainhofer nicht nur in den Großen Rat zurückkehren, sondern war nun neu auch für das Amt des Oberaufsehers der städtischen Bauten wählbar, in das der schwedische König ihn nun einsetzte. Anders als die Bezeichnung vermuten lässt, hatte ein Baumeister in Augsburg nicht nur das Bauwesen unter sich, sondern auch und vor allem die Ausgaben des städtischen Haushalts. Das Amt war mithin eines der wichtigsten in den Läufen der Stadtpolitik, und es war für Hainhofer sicher eine Ehre, es zugesprochen zu erhalten.
Anekdoten über Hainhofer aus der sogenannten Schwedenzeit sind zahlreich, wobei bei ihrer Auswertung eine gewisse Vorsicht geboten ist, da die meisten von ihnen ausschließlich von Hainhofer selbst überliefert sind. Hainhofers Rolle in dieser Zeit, da er für den schwedischen König eine Vielzahl von zum Teil auch zweifelhaften Diensten erbrachte, ist insofern umstritten, als schwer zu entscheiden ist, wie sehr er dabei von echten politischen Überzeugungen geleitet wurde, wie sehr stattdessen von Zwang oder Opportunismus. Zweifellos war die Schwedenzeit für Hainhofer eine erfolgreiche Zeit, in der er gesellschaftlich aufsteigen, politische Karriere machen und geschäftliche Erfolge verbuchen konnte. In dieselbe Zeit fallen aber auch persönliche Verluste in der Familie und ein weiterer Rückgang des Vermögens.
Hainhofer starb 1647 vermutlich an den Folgen eines Schlaganfalls. Haupterbe war sein Sohn Georg Ulrich Hainhofer (1614–1659). Um Hainhofers schriftlichen Nachlass bemühte sich Herzog August II. von Braunschweig-Lüneburg, für den er seit 1610 über Jahrzehnte als Agent, Faktor und Korrespondent tätig war. Daher gelangten nach dem Tod Georg Ulrichs (1659) Philipp Hainhofers Reiserelationen, alle Kopierbücher seiner Briefe, zwei seiner insgesamt vier Stammbücher sowie seine Lautenbücher nach Wolfenbüttel, wo sie 1660–1663 in den Katalog der herzoglichen Bibliothek eingetragen wurden.

## Werke
- Reise-Tagebuch, enthaltend Schilderungen aus Franken, Sachsen, der Mark Brandenburg und Pommern. Stettin 1834 (Online, Google).
- Der Briefwechsel zwischen Philipp Hainhofer und Herzog August d.J. von Braunschweig-Lüneburg, bearb. von Ronald Gobiet, München 1984.
- Reiseberichte und Sammlungsbeschreibungen 1594–1636. Edition und Datensammlung zur Kunst- und Kulturgeschichte der ersten Hälfte des 17. Jahrhunderts. Hrsg. von Michael Wenzel. Wolfenbüttel 2020ff.
- Großes Stammbuch Philipp Hainhofers, 1596–1633.